# 船荷証券に関するある規則の統一のための国際条約
船荷証券に関するある規則の統一のための国際条約（ふなにしょうけんにかんするあるきそくのとういつのためのこくさいじょうやく、仏：Convention internationale pour l'unification de certaines règles en matière de connaissement）は、船荷証券の取扱いや海上運送に伴う運送人の責任について定める多国間条約。通称統一船荷証券条約。
1924年に署名された原条約はヘーグ・ルールと呼ばれる。今日日本をはじめ多くの国が採用するのは、責任限度額の変更やコンテナ貨物への対応などの修正が加えられたヘーグ・ヴィスビー・ルール（Hague-Visby Rules）であるが、これは1968年改正議定書により規定され、さらに1979年改正議定書により責任限度額がSDRによる表示に改められている。

## ヘーグ・ヴィスビー・ルールの概要
運送人の義務について過失責任主義（2条）を採用するが、運送品の滅失等に関する注意義務について立証責任の転換を定める（4条1）。航海上の過失・火災により生じた損害については責任を負わない（4条2(a), (b)）。1包または1単位当たり666.67SDR、1kg当たり2SDRを責任限度額とする（4条5）。

## 他の条約
同様の事項について規定する条約として、本条約とは別個に国連海上物品運送条約（1978年署名、1992年発効）があり、ハンブルク・ルールと呼ばれている。この条約は開発途上国を中心に採用されているが、日本をはじめ海運主要国は2008年現在批准していない。